# Richmal Crompton
Richmal Crompton Lamburn (Bury, Lancashire, 15 de noviembre de 1890-Farnborough, Inglaterra, 11 de enero de 1969) fue una escritora inglesa especializada en libros infantiles y narraciones de terror.

## Biografía
Fue la segunda hija del reverendo anglicano Edward John Sewell Lamburn, pastor y maestro de escuela parroquial, y de su esposa Clara, nacida Crompton. Su hermano mayor, llamado John Battersby Crompton Lamburn, fue también escritor bajo el pseudónimo de John Lambourne, y se le recuerda principalmente por The Kingdom That Was (1931), una novela de fantasía. 
Richmal Crompton acudió a la St Elphin's School para hijas de clérigos anglicanos y ganó una beca para cursar estudios clásicos de latín y griego en el Royal Holloway College, en Londres, donde se graduó de Bachiller en Artes. Formó parte del movimiento sufragista de su tiempo y volvió a St. Elphin's en 1914 para enseñar cultura y autores clásicos hasta 1917. Con 27 años, marchó a la Bromley High School al sur de Londres como profesora de la misma materia. Esto continuó hasta 1923 cuando, habiendo contraído poliomielitis, quedó sin el uso de la pierna derecha. Esto la obligaría a usar bastón.
A partir de entonces dejó la enseñanza y se dedicó por entero a escribir en sus ratos libres. 
La primera historia de Crompton protagonizada por Guillermo Brown (William Brown en el original) se publicó en febrero de 1919 en Home Magazine. Su primera recopilación de relatos, titulada Just William (traducida al español como Travesuras de Guillermo), fue publicada en 1922 por la editorial George Newnes Ltd. Este personaje llegó a ser protagonista de treinta y ocho libros de relatos infantiles que componen la saga Guillermo el travieso, que Crompton escribiría hasta su muerte y con los que llegó a vender doce millones de ejemplares solo en Gran Bretaña.  También escribió cuarenta y una novelas para adultos y nueve libros de relatos no juveniles, aunque no alcanzaron gran popularidad.
No se casó nunca ni tuvo hijos, aunque fue al parecer una excelente tía para sus sobrinos. A los cuarenta años sufrió cáncer de mama y se hizo una mastectomía. A pesar de sus discapacidades, durante la Segunda Guerra Mundial se ofreció como voluntaria para el Servicio de Bomberos. Murió en 1969 en el hospital de Farnborough, en el sur de Londres a causa de una parada cardíaca.

## Guillermo y otras obras
Crompton es célebre por una larga saga de libros cuyo personaje central es Guillermo Brown, la viva encarnación del espíritu anárquico infantil. Se trata de relatos de un estilo deliciosamente irónico, que reproducen muy bien el habla de los niños entre once y doce años, en los que Guillermo y su pandilla, "Los Proscritos" (Enrique, Pelirrojo, Douglas, el perro "de raza revuelta" Jumble y, ocasionalmente, una niña llamada Juanita) ponen continuamente a prueba los límites de la civilización de la clase media en que viven con resultados, tal y como se espera, siempre divertidos y caóticos. Los Proscritos asisten desconcertados a un mundo que no comprenden e intentan subvertir.  
El enemigo está representado por sus padres y sus hermanos mayores, Roberto y Ethel, el mundo adulto en general y los niños pijos, ultracorrectos e hipócritas como Humbertito Lane. El humor de esta saga gira en torno a la disparidad de opinión entre ambas partes, cuyas ideas respecto a lo que constituyen la educación y la conducta razonable no tienen nada en común. Otro aspecto remarcable de la serie es el primoroso estilo literario con el que está compuesta, caracterizado por una más que fina ironía y cierto costumbrismo genuinamente inglés que nos descubre una Inglaterra de cottages con cobertizos, pérgolas, té a las cinco y fieros labradores, y una infancia primorosamente descrita en toda su intensidad. Tampoco falta la sátira social, representada en los nuevos ricos, los señores Bott (enriquecidos gracias a la invención de la salsa Bott) y su hija Violeta-Isabel, que imitan el comportamiento de la alta sociedad inglesa con resultados generalmente catastróficos.
Se reflejan y critican los valores y temas importantes del tiempo en el que se escribió, entre estos las sociedades bíblicas, los movimientos por la moderación, los autores pedantes, etc. Como es de imaginar, todos estos caen ante la ingenuidad brutal de Guillermo, incapaz de no interpretar lo que se le explica literalmente. También se tratan otros problemas de la época como los niños pobres, hijos de las masas obreras del East End londinense, con los que Guillermo entra en contacto durante sus viajes a Londres o cuando éstos visitan el campo para disfrutar de la naturaleza.
En ningún país alcanzó la serie de Guillermo tanto éxito como en la España de los cincuenta, a través de la popular colección de la Editorial Molino, ilustrada con maravillosos grabados de Thomas Henry. Es muy posible que la causa sea, según escribe uno de los admiradores de esta escritora, el filósofo Fernando Savater, que la represión de los niños durante la España franquista los llevó a identificarse con la postura rebelde y anarquista de Guillermo Brown. De cualquier forma, el escritor Javier Marías declaró que se sintió impulsado a escribir tras la lectura de, entre otros, los libros de Guillermo. Es más, entre sus aficionados se encontraba un joven John Lennon, quien, siendo niño se sintió:
Completamente identificado con la rebeldía de Guillermo, su audacia, su sentido del humor, los vuelos de su fantasía, su necesidad de ser siempre el jefe pero siempre tener compañeros, sus acciones generosas y compartidas por igual, su propensión a los errores de ortografía hilarantes y a los errores de pronunciación, e incluso su preferencia por los pieles rojas sobre los vaqueros y la adicción a tocar la armónica. Y fue William quien le inspiró a crear la primera banda de los cuatro, unidos contra el mundo.
La larga saga de Guillermo Brown se tradujo a otras lenguas y fue adaptada a la televisión; en 1969 la prensa británica calculaba que las ventas de los libros de Guillermo en el mundo habían alcanzado los nueve millones de ejemplares, comparable al éxito e impacto de sagas como las de  Enid Blyton, contemporáneas de Guillermo, o Harry Potter en la actualidad.
De entre su obra para adultos, en 2001 se tradujeron al español la colección de cuentos de fantasmas Bruma (1928) y la novela de terror La morada maligna (1926). Al escribir relatos de terror cabe destacar que sigue las líneas del género marcadas por Montague Rhodes James.
El dibujante Thomas Henry, que aparece en este párrafo como ilustrador de las aventuras de Guillermo, está incorrectamente referido al futbolista homónimo y el enlace remite a este último.

## Obra

### Serie de Guillermo Brown

#### Entregas editadas al español

##### Editadas por primera vez en 1935
- Just William, 1922 (Traducción al español: Travesuras de Guillermo, Guillermo López Hipkiss, Molino, Barcelona)
- William in Trouble, 1927 (Traducción al español: Los apuros de Guillermo, Guillermo López Hipkiss, Molino, Barcelona)

##### Editadas por primera vez en 1939
- William the Fourth, 1924 (Traducción al español: Guillermo el genial, Guillermo López Hipkiss, Molino, Barcelona)
- More William, 1922 (Traducción al español: Guillermo el incomprendido, Guillermo López Hipkiss, Molino, Barcelona)
- William the Outlaw, 1927 (Traducción al español: Guillermo el proscrito, Guillermo López Hipkiss, Molino, Barcelona)
- William Again, 1923 (Traducción al español: Guillermo hace de las suyas, Guillermo López Hipkiss, Molino, Barcelona)

##### Editadas por primera vez en 1942
- William the Conqueror, 1926 (Traducción al español: Guillermo el conquistador, Guillermo López Hipkiss, Molino, Barcelona)

##### Editadas por primera vez en 1959
- William the Good, 1928 (Traducción al español: Guillermo el bueno, C. Peraire del Molino, Molino, Barcelona)
- William's Happy Days, 1930 (Traducción al español: Guillermo en días felices; un relato se incluye en Guillermo y los mellizos, C. Peraire del Molino, Molino, Barcelona)
- William, 1929 (Traducción al español: Guillermo empresario; un relato se incluye en Guillermo y el cerdo premiado, Jaime Elías, Molino, Barcelona)
- William the Bad, 1930 (Traducción al español: Guillermo el malo, Juan A.G. Larraya, Molino, Barcelona)
- William the Pirate, 1932 (Traducción al español: Guillermo el pirata, C. Peraire del Molino, Molino, Barcelona)
- William the Rebel, 1933 (Traducción al español: Guillermo el rebelde; un relato se incluye en Guillermo y el cerdo premiado, Mª Dolores Raich, Molino, Barcelona)
- William and the Space Animal, 1956 (Traducción al español: Guillermo y el animal del espacio, Magda Rodríguez, Molino, Barcelona)
- William's Crowded Hours, 1931 (Traducción al español: Guillermo el atareado, C. Peraire del Molino, Molino, Barcelona)

##### Editadas por primera vez en 1960
- William the Showman, 1937 (Traducción al español: Guillermo y los pigmeos; un relato se incluye en Guillermo y los mellizos y otro en Guillermo y el cerdo premiado, Jaime Elías, Molino, Barcelona)
- Sweet William, 1936 (Traducción al español: Guillermo el amable; un relato se incluye en Guillermo y los mellizos, Jaime Elías, Molino, Barcelona)
- William the Detective, 1935 (Traducción al español: Guillermo detective; un relato está inédito en España, Jaime Elías, Molino, Barcelona)
- William the Gangster, 1934 (Traducción al español: Guillermo el gángster; un relato se incluye en Guillermo y el cerdo premiado, C. Peraire del Molino, Molino, Barcelona)

##### Editadas por primera vez en 1962
- William and Air Raid Precautions, publicado también como William's Bad Resolution, 1939 (Traducción al español: Guillermo amaestrador de perros, C. Peraire del Molino, Molino, Barcelona)
- William the Dictator, 1938 (Traducción al español: Guillermo el luchador; un relato está inédito en España, C. Peraire del Molino, Molino, Barcelona)

##### Editadas por primera vez en 1963
- William and the Evacuees, publicado también como William and the Film Star, 1940 (Traducción al español: Guillermo artista de cine, C. Peraire del Molino, Molino, Barcelona)
- William and the Moon Rocket, 1954 (Traducción al español: Guillermo y el cohete a la luna, C. Peraire del Molino, Molino, Barcelona)

##### Editadas por primera vez en 1964
- William's Treasure Trove, 1962 (Traducción al español: Guillermo buscador de tesoros, Ramon Margalef Llambrich, Molino, Barcelona)

##### Editadas por primera vez en 1965
- William and the Brains Trust, 1945 (Traducción al español: Guillermo y la guerra, publicado también como Guillermo y los intelectuales, C. Peraire del Molino, Molino, Barcelona)
- William and the Witch, 1964 (Traducción al español: Guillermo y la bruja, C. Peraire del Molino, Molino, Barcelona)

##### Editadas por primera vez en 1968
- William and the Pop Singers, 1965 (Traducción al español: Guillermo y los cantantes ye-yé, Montserrat Guasch, Molino, Barcelona)

##### Editadas por primera vez en 1971
- Guillermo y los mellizos, C. Peraire del Molino, Molino, Barcelona
- Guillermo y el cerdo premiado, C. Peraire del Molino, Molino, Barcelona
- William the Superman, 1968 (Traducción al español: Guillermo el superhombre, Ramón Margalef Llambrich, Molino, Barcelona)

##### Editadas por primera vez en 1972
- William's Television Show, 1958 (Traducción al español: Guillermo y la televisión; dos relatos están inéditos en España, Ramón Margalef Llambrich, Molino, Barcelona)
- William Does His Bit, 1941 (Traducción al español: Guillermo aporta su grano de arena; tres relatos están inéditos en España, Ramón Margalef Llambrich, Molino, Barcelona)

##### Editadas por primera vez en 1974
- William the Explorer, 1960 (Traducción al español: Guillermo explorador; dos relatos están inéditos en España, C. Unterlohner, Molino, Barcelona)

##### Primera fecha de edición incierta
- William and the Masked Ranger, 1966 (Traducción al español: Guillermo y el jinete enmascarado, Esteban Riambau, Molino, Barcelona)
- William the Bold, 1950 (Traducción al español: Guillermo el revolucionario; dos relatos están inéditos en España, C. Peraire del Molino, Molino, Barcelona)
- William and the Tramp, 1952 (Traducción al español: Guillermo y el vagabundo, C. Peraire del Molino, Molino, Barcelona)
- William Carries On, 1942 (Traducción al español: Guillermo sigue adelante; tres relatos están inéditos en España, C. Peraire del Molino, Barcelona)
- William the Lawless, 1970 (Traducción al español: Guillermo el bandido, Esteban Riambau, Molino, Barcelona)

##### Editadas por primera vez en 2022
- Just William's Luck, 1948. Única novela de la serie, no compuesta de relatos cortos (Traducción al español: Guillermo el suertudo; Marie-Christine Kerr, Ediciones Espuela de Plata, Sevilla. ISBN 978-84-18153-63-1)

#### Entregas inéditas
- Still William, 1925 (parte de sus relatos se incluyen en Guillermo y los mellizos y Guillermo y el cerdo premiado, otros cuatro están inéditos en España)
- William and the Artist's Model, 1956 (obra de teatro, inédita en España)
- What's Wrong with Civilizashun and Other Important Ritings by Just William, 1990 (inédito en España)
- William the Terrible, BBC Radio Plays volume 1, 2008 (inédito en España)
- William the Lionheart, BBC Radio Plays volume 2, 2008 (inédito en España)
- William the Peacemaker, BBC Radio Plays volume 3, 2009 (inédito en España)
- William the Avenger, BBC Radio Plays volume 4, 2009 (inédito en España)
- William the Smuggler, BBC Radio Plays volume 5, 2010 (inédito en España)
- William's Secret Society, BBC Radio Plays volume 6, 2010 (inédito en España)

### Otros libros para niños
- Enter - Patricia, 1927
- Jimmy, 1949
- Jimmy Again, 1951
- Jimmy the Third, 1965

### Obra para adultos
- The Innermost Room, 1923
- The Hidden Light, 1924
- Anne Morrison, 1925
- The Wildings, 1925
- David Wilding, 1926
- The House (publicado también como Dead Dwelling), 1926
- Kathleen and I, and, of course, Veronica, 1926, relatos
- Millicent Dorrington, 1927
- A Monstrous Regiment, 1927, relatos
- Leadon Hill, 1927
- The Thorn Bush, 1928
- Roofs Off!, 1928
- The Middle Things, 1928, relatos
- Felicity Stands By, 1928, relatos
- Sugar and Spice and Other Stories, 1928, relatos
- Mist and Other Stories, 1928, relatos
- The Four Graces, 1929
- Abbot's End, 1929
- Ladies First, 1929, relatos
- Blue Flames, 1930
- Naomi Godstone, 1930
- The Silver Birch and Other Stories, 1931, relatos
- Portrait of a Family, 1932
- The Odyssey of Euphemia Tracy, 1932
- Marriage of Hermione, 1932
- The Holiday, 1933
- Chedsy Place, 1934
- The Old Man's Birthday, 1934
- Quartet, 1935
- Caroline, 1936
- The First Morning, 1936, relatos
- There Are Four Sesons, 1937
- Journeying Wave, 1938
- Merlin Bay, 1939
- Seffan Green, 1940
- Narcissa, 1941
- Mrs. Frensham Describes a Circle, 1942
- Weatherly Parade, 1944
- Westover, 1946
- The Ridleys, 1947
- Family Roundabout, 1948
- Frost at Morning, 1950
- Linden Rise, 1952
- The Gypsy's Baby, 1954
- Four In Excile, 1954
- Matty and the Dearingroydes, 1956
- Blind Man's Buff, 1957
- Wiseman's Folly, 1959
- The Inheritor, 1960

(las fechas de publicación son de las ediciones inglesas)